# حوزه انتخابیه لارستان، خنج، گراش، اوز و جویم
حوزهٔ انتخاباتی لارستان، خنج، گراش، اوز و جویم یکی از حوزه‌های استان فارس برای انتخابات مجلس شورای اسلامی است. این حوزه به مرکزیت لار یک نماینده دارد.
این حوزه انتخابیه در منطقه لارستان بزرگ واقع در جنوب استان فارس و غرب و شمال هرمزگان و جنوب کرمان شامل الف ؛ چهار شهرستان لارستان، خنج، گراش، اوز و جویم در شمال و شرق منطقه بزرگ لارستان و ب؛  دو شهرستان لامرد و مهر در غرب لارستان و ج؛ سه شهرستان بندرلنگه و بستک و پارسیان و گاوبندی در جنوب منطقه لارستان بزرگ است. این حوزهٔ انتخابیه تا پیش از سال ۱۳۲۰، در دوره‌های اول و دوم مجلس شورای ملی ، همراه با بوده که در ده۱۳۲۰ بندرلنگه و بستک منتزع و در سال۱۳۶۶ هم حوزه انتخابیه لامرد یک حوزه را تشکیل می دهد و به مرکزیت لار دارای دو نماینده بود، اما در آن سال، با انتزاع حوزه لامرد، تعداد نمایندگان این حوزه به یکی کاهش یافت.

## نمایندگان
این فهرست شامل نمایندگان حوزهٔ انتخابیهٔ لارستان، خنج، گراش، اوز و جویم در مجلس شورای اسلامی است. مهدی نصیری لاری، نماینده دور اول در انفجار حزب جمهوری اسلامی در تاریخ هفتم تیر ۱۳۶۰ کشته شد و به جای او سید محمود علوی در انتخابات میان‌دوره‌ای به مجلس راه یافت و تا سال ۱۳۶۶ و انتزاع حوزه لامرد، نماینده این حوزه هم بود.
| دوره   | نام نماینده                 | از سال | تا سال | رای    | درصد |
| ------ | --------------------------- | ------ | ------ | ------ | ---- |
| اول    | سید عبدالواحد موسوی لاری    | ۱۳۵۹   | ۱۳۶۳   | ۳۵٬۲۴۲ | ۶۹٫۷ |
| اول    | مهدی نصیری لاری             | ۱۳۵۹   | ۱۳۶۰   | ۳۴٬۶۵۷ | ۶۸٫۵ |
| اول    | سید محمود علوی (میان‌دوره‌ای) | ۱۳۶۱   | ۱۳۶۳   | ۳۹٬۰۰۶ | ۶۲٫۰ |
| دوم    | سید محمود علوی              | ۱۳۶۳   | ۱۳۶۶   | ۳۷٬۲۹۴ | ۵۳٫۹ |
| دوم    | محمدجواد راستی لاری         | ۱۳۶۳   | ۱۳۶۷   | ۳۰٬۱۷۰ | ۴۳٫۳ |
| سوم    | محمدجواد راستی لاری         | ۱۳۶۷   | ۱۳۷۱   | ۳۶٬۲۱۶ | ۵۹٫۱ |
| چهارم  | محمدحسین نخبه‌الفقهایی       | ۱۳۷۱   | ۱۳۷۵   | ۴۳٬۴۸۸ | ۵۸٫۱ |
| پنجم   | محمدحسین نخبه‌الفقهایی       | ۱۳۷۵   | ۱۳۷۹   | ۵۲٬۸۱۱ | ۵۵٫۰ |
| ششم    | منصور کشفی                  | ۱۳۷۹   | ۱۳۸۳   | ۴۷٬۳۳۱ | ۴۹٫۳ |
| هفتم   | یوسف محبی                   | ۱۳۸۳   | ۱۳۸۷   | ۲۸٬۲۵۹ | ۳۲٫۱ |
| هشتم   | علی‌اصغر حسنی                | ۱۳۸۷   | ۱۳۹۱   | ۳۲٬۸۶۵ | ۳۰٫۹ |
| نهم    | جمشید جعفرپور               | ۱۳۹۱   | ۱۳۹۴   | ۵۵٬۸۴۸ | ۴۲٫۲ |
| دهم    | جمشید جعفرپور               | ۱۳۹۵   | ۱۳۹۹   | ۳۸٬۷۶۶ | ۳۴٫۱ |
| یازدهم | حسین حسین‌زاده               | ۱۳۹۹   | ۱۴۰۳   | ۲۸٬۳۹۹ | ۳۰٫۰ |